# テレビユー山形

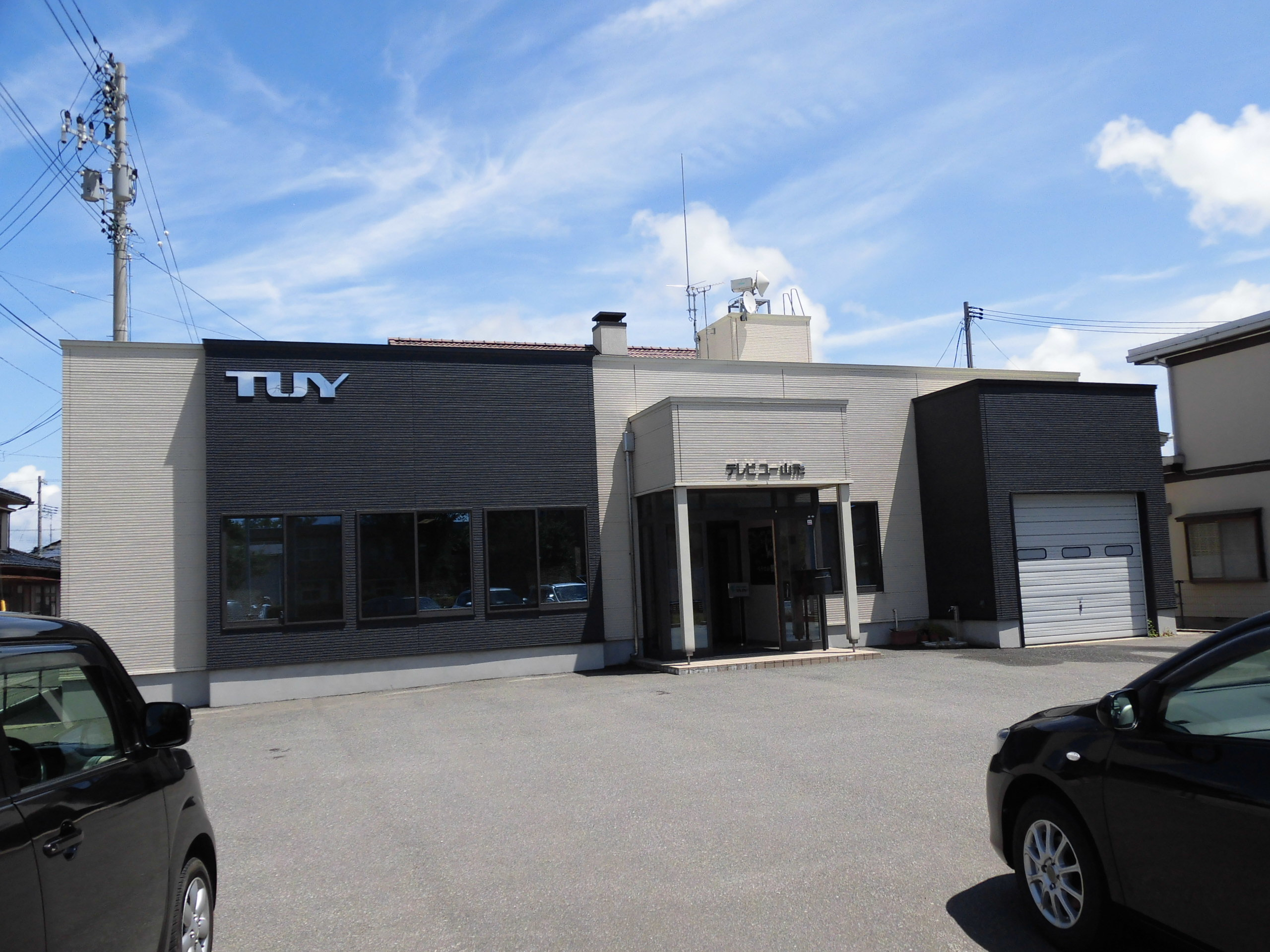
本社・庄内センター（酒田市）

株式会社テレビユー山形（テレビユーやまがた、英: TV-U Yamagata Inc.）は、山形県を放送対象地域とし、テレビジョン放送事業を行っている特定地上基幹放送事業者である。
略称はTUY、コールサインはJOWI-DTV。放送センターを山形市に、本社と庄内センターを酒田市に置く。

## 概要
TBSテレビ系列（JNN）フルネットのテレビ放送局。データ放送を実施しており、番組表サービス「Gガイド」を配信している。
2002年から2005年までの間、イメージキャラクターとして、キャプテントライとサボテンチューイというキャラクターを使用していた。キャプテントライは西暦2222年のTUY報道部キャップ、サボテンチューイはそのアシスタントという設定であった。キャッチフレーズ「TRY TUY」→「Try TUY」を採用した。
その後、2005年からはCI導入により、イメージキャラクターをぴぴたんに変更。新しいキャッチフレーズとして、『きになっちゃう。』を採用している。
2005年12月1日に、NHK山形放送局・山形放送（YBC）と共に地上デジタルテレビ放送の本放送を開始した。

## 本社・支社所在地
- 本社・庄内センター：山形県酒田市入船町2番35号（〒998-0836）
- 放送センター：山形県山形市白山1丁目11番33号（〒990-9536）
- 仙台支社：宮城県仙台市青葉区大町1丁目2番1号 ライオンビル3階（〒980-0804）
- 東京支社：東京都中央区銀座3丁目10番6号 マルイト銀座第3ビル7階（〒104-0061）
- 大阪支社：大阪府大阪市北区堂島浜1丁目4番16号 アクア堂島NBFタワー7階（〒530-0004）

## イメージソング
かつてTUYは、『一瞬一秒の君』と言うイメージソングが存在しており、局名告知（早朝オープニングや深夜クロージング）に使われていた。その後イメージキャラクターの登用や通常時終夜放送の開始で使われていなかったが、2018年度より開局30周年を記念して復活し、リメイク版を早朝オープニングと深夜クロージングにそれぞれ使われている。

## 沿革
- 1986年（昭和61年）1月17日 - 山形地区3局目電波割り当て[2]。同年3月20日までに山形地区では159件の免許申請があった[注釈 1]。
- 1987年（昭和62年）
  - 8月「山形第三テレビ一本化推進協議会」結成。会長に、清野源太郎（山形県商工会議所連合会長）[3]。
  - 9月10日 - 申請の一本化完了[3]。
  - 9月19日 - 「山形県民テレビ」の社名で免許申請[3]。
- 1988年（昭和63年）
  - 4月19日 - 予備免許交付。
  - 7月8日 - 設立。初代社長は佐藤長助（東北銘醸社長）で資本金20億円[4]。TBSの意向で「テレビユー」を社名に採り入れ、変更した。
- 1989年（平成元年）
  - 9月24日 - サービス放送開始（音声多重放送も同時開始）[5]。
  - 10月1日 - 6時25分から本放送開始。JNN加盟局では26局目、全国の民放テレビ局では104局目、山形県内のテレビ局では3局目の開局であった。
    - 開局当初の中継局は鶴岡、新庄、米沢、長井、東山形、東沢の6局[6]。
- 1990年（平成2年） - TBSから、同社3代目のテレビ4号中継車を譲り受ける[7]。
- 2002年（平成14年）4月1日 - イメージキャラクターとして、"キャプテントライ"と"サボテンチューイ"を採用。
- 2005年（平成17年）
  - 4月1日 - イメージキャラクターを"ぴぴたん"に変更。またキャッチフレーズとして"きになっちゃう。"を採用。
  - 9月5日 - 同じJNN系列の新潟放送（BSN）、FNN系列のサガテレビと同日に、地上デジタル放送対応の主調整室（マスター）に更新（パナソニック製）。
  - 12月1日 - 地上デジタルテレビジョン放送の本放送を開始（NHK山形放送局、山形放送（YBC）も同時）。
- 2006年（平成18年）6月1日 - ワンセグの放送を開始。
- 2007年（平成19年）10月1日 - 終夜放送開始。
- 2009年（平成21年）3月31日 - 終夜放送終了。
- 2011年（平成23年）7月24日 - 地上アナログ放送が終了。
- 2013年（平成25年） - 山形市の放送センターに、太陽光パネルが導入される（出力10.2KW）[8]。
- 2018年（平成30年）6月16日 - 開局30周年を記念して「やっちゃうぞ!?　8時間生放送」を、霞城セントラル1階アトリウムから8時間生放送を行った。
- 2019年（令和元年）10月1日 - 開局30周年。

## ネットワークの移り変わり
- 1989年（平成元年）10月1日 - TBS（JNN）系列局として開局。開局当時のTBSからのマイクロネットは90％[9]。
  - 番組のほとんどは山形放送（YBC）から、一部が山形テレビ（YTS）から移行しているが、ニュースなどの生番組は新規ネット開始。また山形放送・山形テレビの編成から外れたテレビ朝日系列の番組も、番組販売扱いで一部をネットしていた。
- 1993年（平成5年）4月1日 - 山形テレビがフジテレビ系列からテレビ朝日系列のフルネット局となったため、テレビ朝日系列の番組が移行。代わって視聴者保護の観点から、一部のフジテレビ系列の番組を番組販売（一部スポンサードネット）でネット開始。
- 1997年（平成9年）4月1日 - さくらんぼテレビ（SAY）の開局により、フジテレビ系列の番組が同局へ移行。

## 資本構成
企業・団体の名称、個人の肩書は当時のもの。出典：

### 概要
当初は服部敬雄社長（当時）が郵政省（現・総務省）の調停案に猛反発して開局に反対していた山形新聞も、周波数割り当て時にダミーの免許申請を行ったことや、当時のJNNの原則（地元に本社がある新聞社の資本参加を要する）の関係もあり資本参加している。
全国紙では、毎日新聞との資本関係がある（ただし10位以内の株主には名を連ねていない）。この他、朝日新聞、日本経済新聞、読売新聞、パナソニックとも資本関係がある。
県内13市のうち米沢市・南陽市の2市以外の11市も出資していた。
ちなみに米沢、南陽の両市はニューメディアによって当時TBCが視聴可能であった。

### 2021年3月31日
| 資本金 | 発行済株式総数 | 株主数 |
| ------ | -------------- | ------ |
| 1億円  | 40,000株       | 59     |

| 株主                | 株式数  | 比率   |
| ------------------- | ------- | ------ |
| TBSホールディングス | 7,200株 | 18.00% |
| 山形新聞社          | 4,000株 | 10.00% |
| TBS企画             | 2,600株 | 06.50% |
| 読売新聞東京本社    | 1,600株 | 04.00% |
| カメイ              | 1,500株 | 03.75% |
| TUY経営職持株会     | 1,250株 | 03.12% |
| 河北新報社          | 1,200株 | 03.00% |
| 朝日新聞社          | 1,200株 | 03.00% |
| 日本経済新聞社      | 1,200株 | 03.00% |
| 山形銀行            | 1,200株 | 03.00% |

## チャンネル

### デジタル放送
- リモコンキーID 6

- 親局

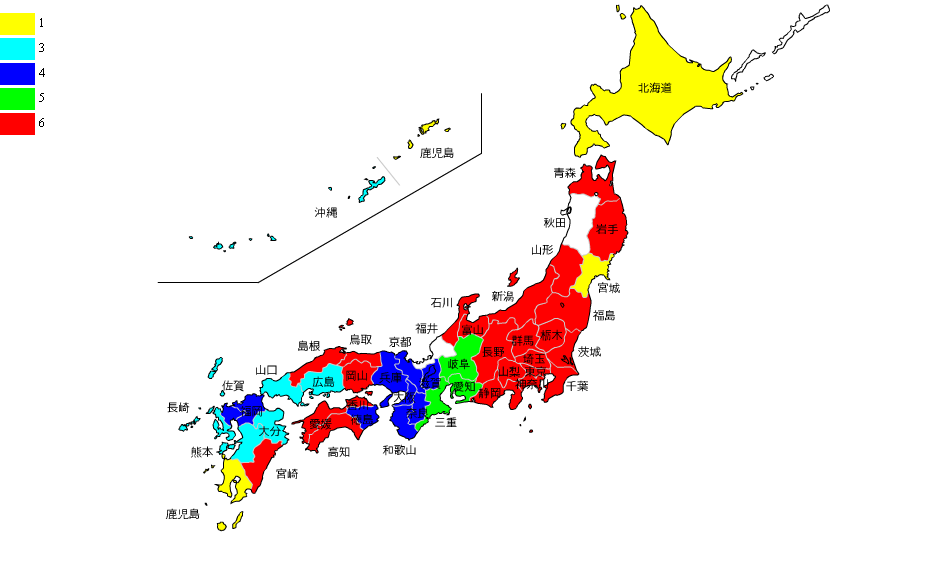
JNN系列のリモコンキーID地図

  - 山形（西蔵王高原） 20ch(JOWI-DTV)

- 中継局（物理チャンネル順。2010年12月現在）

【村山地方】
- 山形山寺 20ch
- 山形東沢 20ch
- 蔵王温泉 20ch
- 尾花沢牛房野 20ch
- 尾花沢銀山 23ch
- 東山形 35ch
- 尾花沢 40ch
- 東根関山 45ch
- 朝日町 45ch
- 東天童 49ch（デジタル新局）

【置賜地方】
- 高畠 19ch
- 南陽吉野金山 19ch（デジタル新局）
- 小国 33ch
- 高畠時沢 33ch
- 西白鷹 35ch
- 白鷹下山 35ch
- 白鷹佐野原 35ch
- 米沢（天元台高原） 37ch（米沢アナログ局は笹野山に設置）
- 飯豊中津川 44ch（デジタル新局）
- 白鷹黒鴨 45ch
- 飯豊 48ch（デジタル新局）

【最上地方】
- 新庄（杢蔵山） 23ch
- 鮭川岩下 46ch（デジタル新局）
- 羽前金山 23ch
- 真室川高坂 39ch
- 最上前森 45ch

【庄内地方】
- 鶴岡（高館山） 20ch
- 温海 20ch（デジタル新局）
- 鶴岡三瀬 45ch
- 朝日東岩本 45ch

今後、アナログ中継局がない及位なども含め県内各地に中継局を設置予定（中継局設置の代わりに共聴施設やケーブルでカバーするところもある）。ただし、他局のデジタル中継局が整備されても、当局は中継局を置かない地域（非該当）がある。

### アナログ放送（2011年7月24日運用終了）
- 親局
  - 山形（西蔵王高原） 36ch(JOWI-TV)

- 中継局（チャンネル順）

【村山地方】
- 山形小白川 39ch（垂直偏波）
- 東根関山 40ch
- 山形山寺 45ch
- 東山形 48ch
- 蔵王温泉 49ch
- 尾花沢 50ch
- 尾花沢銀山 53ch
- 尾花沢牛房野 53ch
- 山形関沢 54ch
- 山形東沢 55ch
- 天童（舞鶴山） 59ch
- 朝日町 59ch

【置賜地方】
- 長井 21ch
- 高畠 39ch
- 白鷹下山 39ch
- 白鷹佐野原 40ch
- 小国 41ch
- 高畠時沢 48ch
- 米沢大沢 53ch
- 白鷹黒鴨 53ch
- 米沢（笹野山） 56ch（米沢デジタル局は天元台高原に設置）

【最上地方】
- 新庄（杢蔵山） 26ch
- 鮭川中渡 52ch
- 羽前金山 57ch
- 最上前森 57ch
- 真室川高坂 60ch

【庄内地方】
- 鶴岡（高館山） 22ch
- 鶴岡三瀬 59ch
- 朝日東岩本 59ch

## アナウンサー

### 男性
- 1999年 結城晃一郎（アナウンス部長・プロデューサー兼任）
- 2016年 矢野秀樹
- 2024年 藤井響樹

### 女性
- 2023年 大塚美咲
- 2024年 大内希美、佐藤真優
- 2025年 佐藤友美

### 過去に在籍していたアナウンサー（異動・退職）
●は故人（在職中に死去した人物も含む）。

#### 男性
- 1989年 
  - 山口武雄●（福井放送から移籍、開局時からのアナウンサー。2009年取締役報道制作局長在任中に出張先の福島県福島市の病院で死去[20]）
- 1991年 
  - 中村哲也（アナウンス部在職中に気象予報士の資格を取得）
- 1994年 
  - 鈴木竜弘（ラジオ福島から移籍。同局報道キャップ兼任）
- 2008年 
  - 山田恵介（ - 2011年）
- 2012年 
  - 白山佳以（ - 2013年）
- 2014年 
  - 本田将一郎（ - 2016年、ボイスワークス所属）
- 2022年 
  - 棚橋祐太（ - 2024年、地元局のNST新潟総合テレビへ移籍）

#### 女性
- 1989年 
  - 家坂文子（ - 1998年、山形放送から移籍）
- 1991年 
  - 松田明子（編成部長）
- 1996年 
  - 菅原順子（中村哲也と同じく、在職中に気象予報士の資格を取得）
- 1997年 
  - 土屋真紀
- 2001年 
  - 成田純子
  - 佐々木瞳（ - 2010年6月末）
- 2006年 
  - 安藤友江（ - 2010年）
- 2007年 
  - 道広彩香（ - 2011年4月）
- 2010年
  - 渡部有（ - 2024年12月末）
- 2011年 
  - 佐々木永恵（ - 2019年）
  - 矢作有美花（ - 2021年）
- 2015年 
  - 松岡絵梨子（ - 2018年3月、同年4月に広島テレビ放送へ移籍。2021年4月よりデジタルアーツに転籍。2022年10月よりフリーアナウンサー（デジタルアーツと兼任））
- 2018年 
  - 小山瑶（ - 2022年、ニチエンプロダクション所属）
- 2019年 
  - 大塩由起（ - 2023年、現：ジョイスタッフ所属[21]）
- 2020年 
  - 嘉藤奈緒子（ - 2023年、現：地元局のチューリップテレビ[22]）
  - 吉川明穂（ - 2025年、NHK前橋放送局から移籍）
- 土田ユミ

## 同局報道部デスク
- 甑岳聖海（こしきだけ・しょうかい）
- 窪田裕彦

## 現在放送中の番組

### 自社制作番組
- Nスタやまがた（月曜 - 金曜 18:15 - 18:54）
- お得情報ぴぴたいむ（火曜 - 金曜 16:45 - 16:50）
- えこいろ（月曜 18:54 - 19:00）
- どすコイやまがた（水曜 19:00 - 20:00、再放送：土曜 13:00 - 14:00）
- ローカル魂（月1回水曜 19:00 - 20:00）
- ぐっじょぶYAMAGATA ＋（木曜 18:54 - 19:00）
- どよーびぽんち（土曜 17:00 - 17:30）
- 全国高校駅伝県大会
- きになっちゃう。（番宣番組）

### TBS系列遅れネット番組
- 週刊さんまとマツコ（月曜・火曜 11:00 - 11:30）
- かまいたちの知らんけど（月曜 23:56 - 翌0:55、毎日放送制作）
- サンドのぼんやり〜ぬTV（土曜 0:48 - 1:18（金曜深夜）、東北放送制作）
- ジンギス談!（日曜 0:58 - 1:28（土曜深夜）、北海道放送制作）
- 皇室アルバム（日曜 6:00 - 6:15、毎日放送制作）
- ドキュメンタリー「解放区」（隔週月曜 1:53 - 2:53（日曜深夜））
- 東大王（不定期放送）[注釈 7]

### 他系列番組

#### テレビ東京系列
- モヤモヤさまぁ〜ず2（水曜 0:55 - 1:44（火曜深夜））
- あちこちオードリー（木曜 0:55 - 1:44（水曜深夜））
- ドラマ24（金曜 0:55 - 1:35（木曜深夜））
- ナゼそこ?（金曜 13:55 - 14:49）
- ありえへん∞世界（土曜 12:00 - 12:54）
- ポケットモンスター（日曜 6:15 - 6:45）
- 世界!ニッポン行きたい人応援団（日曜 13:00 - 13:54）
- 日経スペシャル ガイアの夜明け（月曜 0:58 - 1:53（日曜深夜））
- タクシー運転手さん一番うまい店に連れてって!（不定期放送）
- 日曜ビックバラエティ（不定期放送）
- THEカラオケ★バトル（不定期放送）
- 緊急SOS!池の水全部抜く大作戦（不定期放送）

山形県内4局のうち、TUYが一番多くテレビ東京系列の番組をネットしている。

#### その他
- クルマでいこう!（火曜 0:55 - 1:25（月曜深夜）、tvk制作）

## 過去に放送した番組

### 自社制作番組
- TUYニュース
- TUYニュースの森やまがた
- TUYイブニング・ニュース
- TUYサタデーリポート
- べにばな国体はいま
- やまがたグルメロード
- ピラニア・フライデー
- スパカラチャレンジX・O
- テレビ遊学館（県政番組）
- 地域文化を訪ねて（同）
- 朝いち!やまがたウィークリー（同）
- ウィークリー県政（同）
- ピックアップ山形（同）
- 週刊やまがたWALKER!（同）
- GYAOS→週刊GYAOS
- たまこんX→たまこん
- ときめきテレビ
- TRY TUY→Try TUY（番宣案内番組）
- どよまんかわら版
- 歌セラ
  - 北海道放送、東北放送、大分放送とTBSサービス、ポニーキャニオンとの共同制作によるドラマ。
- バレーボールV.プレミアリーグ女子山形大会・パイオニアレッドウィングス戦
  - 地元山形に本拠を持つパイオニアのホームゲームを主に生中継で放送、年によってはCSGAORAにもネットされていた。
- サッカーJリーグモンテディオ山形戦中継（2007年 - 2008年度から年1試合程度）
- ワッキーワンダフルウィークエンド（金曜 18:50 - 19:00）
  - 仙台に拠点を置くローカルタレント・ワッキー貝山司会による、山形県内の週末情報を届ける生放送のミニ情報番組。
- どよまん -DOYOMAN-（土曜 16:30 - 17:30）
  - 2021年3月20日終了。1997年10月4日スタート以来24年続いた。
- 情報ティータイム（火曜 - 金曜 15:49 - 15:54）
  - 2021年4月2日終了。後継番組として「お得情報ぴぴたいむ」が放送されている。

### 開局時に山形放送・山形テレビからネット移行した番組

#### 山形放送⇒テレビユー山形
- まんが日本昔ばなし（毎日放送制作、2005年10月19日からのデジタルリマスター版で同時ネット再開）
- クイズ100人に聞きました（開局時に山形県でのネット再開および2000年12月30日放送｢SAMBA TV｣内のミレニアム特別版も同時ネット）
- ナショナル劇場
- 東芝日曜劇場
- 金曜21時ドラマ枠
- 金曜22時ドラマ枠
- 愛の劇場
- 料理天国
- ビジネスズームアップ
- キッチンパトロール
- 妻そして女シリーズ（毎日放送制作、13:30 - 13:45の昼帯ドラマ枠、開局時に山形県でのネットを再開）
- 日曜放談
- 兼高かおる世界の旅

#### 山形テレビ⇒テレビユー山形
- 世界まるごとHOWマッチ（毎日放送制作）
- 野生の王国（毎日放送制作。日本教育テレビ（NET）系番組だった時代は山形放送で放送）

#### 山形テレビネットチェンジからさくらんぼテレビ開局まで放送されていたフジテレビ系の番組
◎は山形テレビから移行し、後にさくらんぼテレビへ再移行した番組。○はテレビユー山形でネットを開始し、さくらんぼテレビへ移行した番組。※は山形テレビから移行し、テレビユー山形で終了した番組。
- サザエさん[注釈 8]◎
- 関西テレビ製作土曜23時前半枠
ねるとん紅鯨団※→とんねるずのハンマープライス○（関西テレビ制作）
- 土曜23時後半枠
夢がMORI MORI※→めちゃ×2モテたいッ![注釈 9]→LOVE LOVE あいしてる○
- 日曜19時前半アニメ枠
キテレツ大百科※→こちら葛飾区亀有公園前派出所[注釈 10]○
- ドラゴンボールZ※
- キンカン一社提供枠◎
キンカン素人民謡名人戦→キンカン民謡セレクション→キンカンふるさと民謡めぐり※→晴れたらイイねッ!○
- 関西テレビ製作日曜21時枠
花王ファミリースペシャル※→発掘!あるある大事典○
- 水曜劇場（第1期、一部作品のみ）
- 木曜劇場◎（一部作品のみ）
- フジテレビ月曜9時枠の連続ドラマ◎（一部作品は未放送、主に平日夕方や土曜午後に時差ネット）
- 東海テレビ制作昼の帯ドラマ◎（一部作品のみ）
- 健保連のすこやかさん※
- メイコとあなたの税ミナール※
- 春の高校バレー（1994年から1997年まで）◎
- 東日本女子駅伝（福島テレビ制作、1993年から1996年まで）◎
- テレビ寺子屋（テレビ静岡制作）◎

#### 山形テレビネットチェンジまで放送されていたテレビ朝日系の番組
- 勇者シリーズ（名古屋テレビ制作）

勇者エクスカイザー→太陽の勇者ファイバード→伝説の勇者ダ・ガーン（『マイトガイン』以降は山形テレビへ移行）
- ハーイあっこです（朝日放送制作）
- クッキングパパ（朝日放送制作。途中で山形テレビへ移行。実写版ドラマはさくらんぼテレビで放送。）
- 遠山の金さん（テレビ朝日制作。山形テレビのネットチェンジ前後を通じて、権利切れの再放送として放送されていたことがあった。ただし、（再）のマークはつかなかった[注釈 11]）

#### 日本テレビ系
- あぶない刑事（1986年10月から1987年9月にかけて放送された本放送は、当時フジテレビ系列局にもかかわらず山形テレビで放送されていたが、1990年代にはテレビユー山形でも再放送されていたことがあった。ただし、（再）のマークはつかなかった。）

#### テレビ東京系
- キャプテン翼(第一作)当時あった平日早朝の帯アニメ・特撮枠で放送され、(再)マークは無かった[23]。
- 花の魔法使いマリーベル（テレビせとうち制作）
- スレイヤーズ（第4シリーズの『REVOLUTION』は未放映）
- 爆走兄弟レッツ&ゴー!!→爆走兄弟レッツ&ゴー!! WGP→爆走兄弟レッツ&ゴー!! MAX
- クイズ地球まるかじり（末期のみ、山形テレビからのネット移行）
- FF：U 〜ファイナルファンタジー:アンリミテッド〜
- 超星神シリーズ
  - 超星神グランセイザー→幻星神ジャスティライザー→超星艦隊セイザーX
- タモリの音楽は世界だ
- 聖PCハイスクール
- 特選・ぶらり旅
- 決戦!クイズの帝王
- 愛の貧乏脱出大作戦
- 出動!ミニスカポリス
- 元祖!でぶや
- ドラマ24
  - 嬢王→2ndハウス→下北GLORY DAYS→怨み屋本舗→クピドの悪戯 虹玉→エリートヤンキー三郎→BOYSエステ→死化粧師 エンバーマー 間宮心十郎→コスプレ幽霊 紅蓮女（ぐれんオンナ）→秘書のカガミ→ウォーキン☆バタフライ→メン☆ドル 〜イケメンアイドル〜（ここで打ち切り）
  - モテキ→嬢王 Virgin→URAKARA→勇者ヨシヒコと魔王の城→マジすか学園2→ここが噂のエル・パラシオ→嬢王3 〜Special Edition〜→マジすか学園3、勇者ヨシヒコと悪霊の鍵（並行放送）→まほろ駅前番外地→みんな!エスパーだよ!→リミット→殺しの女王蜂→なぞの転校生→リバースエッジ 大川端探偵社→アオイホノオ→玉川区役所 OF THE DEAD→怪奇恋愛作戦→不便な便利屋
- ドライブ A GO!GO!
- たけしの誰でもピカソ
- えぐら開運堂
- 裏ジャニ
- ロンブーの怪傑!トリックスター
- 新説!?日本ミステリー
- 決着!歴史ミステリー
- ザ・逆流リサーチャーズ
- ロックマンエグゼ
- Disney Time
- 銀魂
- ふぉうちゅんドッグす
- 逆流!シラベルトラベル
- ピラメキーノ
- やりすぎコージー
- 田舎に泊まろう!
- イナズマイレブン
- ダンボール戦機シリーズ
- BLEACH
- ウレロ☆未確認少女→ウレロ☆未完成少女
- 孤独のグルメ
- ちょこっとイイコト 〜岡村ほんこん♥しあわせプロジェクト〜→家族になろう（よ）
- 仰天クイズ! 珍ルールSHOW
- 極嬢ヂカラPremium
- ヴァンパイア・ヘヴン
- 美少女教育
- クイズ赤恥青恥
- ASAYAN
- クイズところ変れば!?
- ポケモンゲット☆TV（2015年4月にネット打ち切り）
- アラサーちゃん無修正
- にっぽん!いい旅
- E-girlsを真面目に考える会議
- 牙狼-GARO- -魔戒ノ花-
- LOVE理論
- かがくdeムチャミタス!（テレビ大阪制作）
- 宮本から君へ
- 濱口女子大学 〜街とテントと鈴木拓〜（山形テレビから移行）
- 突撃!しあわせ買取隊
- さすらい温泉♨遠藤憲一
- そろそろにちようチャップリン
- 朝の!さんぽ道
- きのう何食べた?
- コタキ兄弟と四苦八苦
- あのコの夢を見たんです。
- おとな旅あるき旅（テレビ大阪制作）
- アノニマス〜警視庁“指殺人”対策室〜
- ソロ活女子のススメ
- チェンソーマン
- BLEACH 千年血戦篇
- デュエル・マスターズシリーズ（中断時期あり・2023年5月打ち切り、シリーズ自体は継続中）
- 妖怪ウォッチシリーズ
- 東京リベンジャーズ 天竺編（毎日放送製作であるがテレビ東京系アニメとして放送[注釈 12]）

ほか

#### 独立放送局
- 新車情報（テレビ神奈川制作）
- Channel a（テレビ神奈川制作）
- ピングー
- ホワイトカラー“知的”犯罪ファイル
- 結婚って、幸せですか
- 僕のSweet Devil
- ワン・トゥリー・ヒル
- 演歌百撰（2008年3月まで）
- D4DJ First Mix（UHFアニメ）
- のの湯（BS12 トゥエルビ制作）
- 内村さまぁ〜ず
- 異世界はスマートフォンとともに。2[注釈 13]

### 開局して初めて山形で放送されたTBS系の番組
（※印は現在放映中、〇印はサービス放送≪試験放送の一種≫期間から放映）
- 地球!朝一番〇
- JNNおはようニュース&スポーツ〇（開局後第一号番組）
- HOTLINE〇（この番組の前身である「ヤング720」はYBCで放送された）
- モーニングEye〇
- 街かどテレビ11:00（基本的には関東ローカル）
- 新伍のお待ちどおさま〇
- 家庭の問題〇
- 3時にあいましょう〇
- テレポート6（基本的には関東ローカル）〇
- JNNニュースコープ（最末期のみ）〇
- JNN報道特集〇
- わいわいスポーツ塾〇
- わくわく動物ランド〇
- MOGITATE!バナナ大使〇
- そこが知りたい
- クイズダービー〇
- クイズ日本昔がおもしろい〇
- いい旅・日本〇
- アッコにおまかせ!※〇
- 加トちゃんケンちゃんごきげんテレビ〇
- 世界・ふしぎ発見!〇
- サンデーモーニング※〇
- テレビ探偵団〇
- 新世界紀行〇
- 地球発19時〇
- すばらしき仲間（中部日本放送制作）〇
- ザ・ベストテン〇ただし、サービス放送期間にレギュラー最終回で、開局直後に『さよならザ・ベストテン』が放送された。

以下は毎日放送制作番組
- すてきな出逢い いい朝8時〇（この番組の前身である「八木治郎ショー」はNET系列時代にYBCで放送された）
- クイズ!!ひらめきパスワード〇
- それゆけ!マーシー〇
- ワイドYOU（基本的には関西ローカル、中国放送・山陽放送をはじめ東北放送や静岡放送など、一部のJNN系列でもネット。なお、この前番組「スタジオ2時」は一時期にYTSで放送された）〇
- 三枝きよし興奮テレビ（不定期放送）
- 紳助・ケントの世界がお呼びです!〇

#### TBS系列
- パンパカパンツ（静岡放送制作）
- 住人十色（毎日放送制作）